# Старо-Зятцинский район
Старо-Зятцинский район — административно-территориальная единица в составе Удмуртской АССР, существовавшая в 1935—1963 годах. Административный центр — село Старые Зятцы.

## Население
По данным переписи населения 1939 года в Старо-Зятцинском районе проживало 22 238 чел., в том числе русские — 59,6 % и удмурты — 39,5 %.

## История
Старо-Зятцинский район был образован 23 января 1935 года из части территории Селтинского и Якшур-Бодьинского районов. В состав района первоначально вошли 11 сельсоветов: Варавайский, Кесшурский, Кочишевский, Лозо-Ворцинский, Мокрушинский, Новозятцинский, Старозятцинский, Удугучинский, Узинский, Чеканский и Шушангуртский.
16 июня 1954 года Кочишевский с/с был присоединён к Варавайскому, Кесшурский и Шушангуртский — к Старозятцевскому, Мокрушинский — к Удугучинскому.
1 февраля 1963 года Старо-Зятцинский район был упразднён, а его территория передана в Игринский сельский район (за исключением населённого пункта Тюлькино-Пушкари, переданного в Увинский промышленный район).